# Rees G. Richards

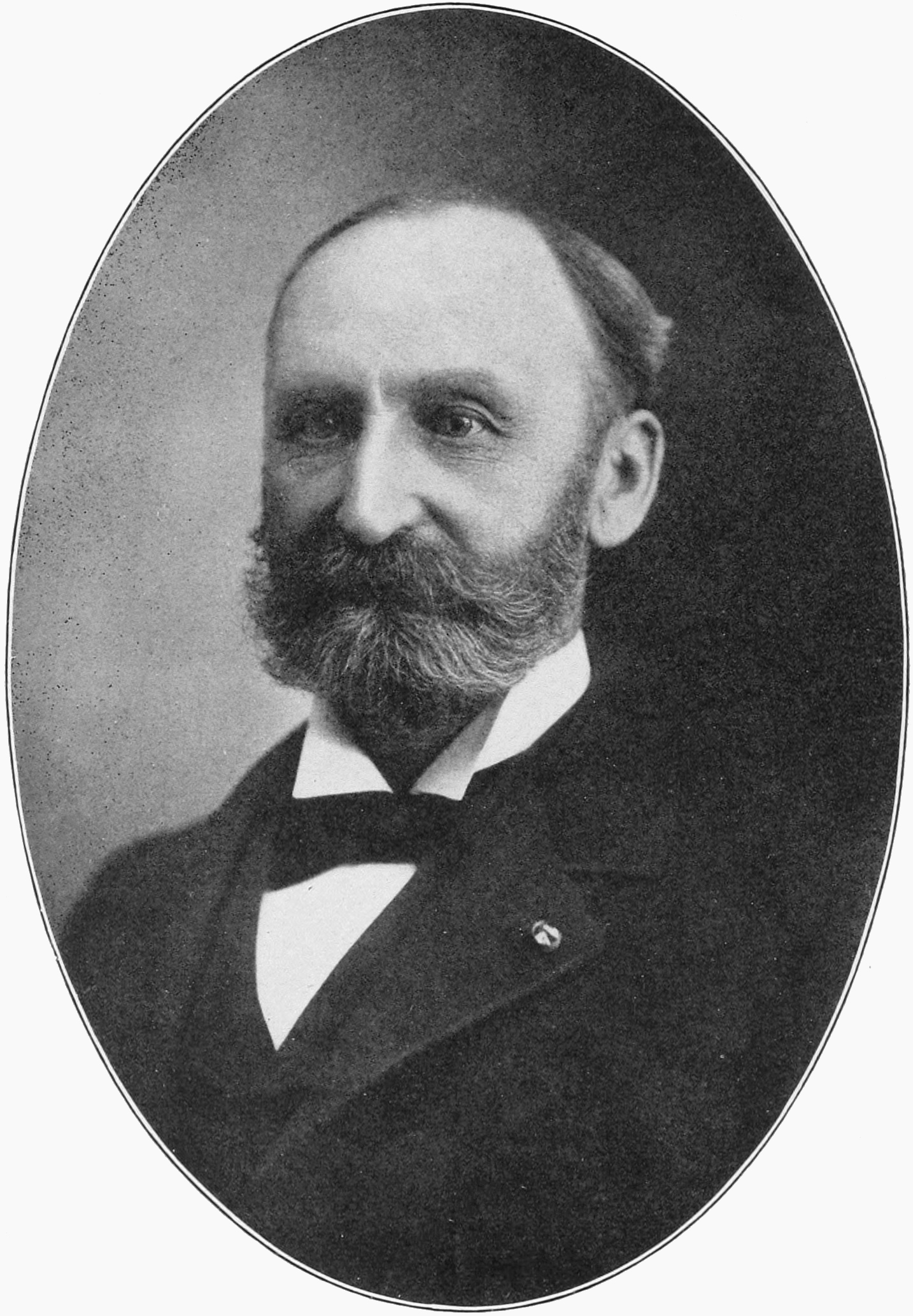
Rees G. Richards

Rees Griffith Richards (* 22. Juli 1842 in Swansea, Wales; † 10. Februar 1917 in Steubenville, Ohio) war ein US-amerikanischer Politiker. Zwischen 1882 und 1884 war er Vizegouverneur des Bundesstaates Ohio.

## Werdegang
Im Alter von zehn Jahren kam Rees Richards mit seinen Eltern zunächst in die Provinz Ontario in Kanada. Bald darauf zogen sie in das Tioga County in Pennsylvania. Er absolvierte eine Lehre als Wagenbauer und arbeitete später mit seinem Vater in der Landwirtschaft. Während des Bürgerkrieges diente er in einer Infanterieeinheit aus Pennsylvania, die zum Heer der Union gehörte. Dabei stieg er bis zum Hauptmann auf. Im Jahr 1864 geriet er für sechs Monate in Kriegsgefangenschaft, aus der er im Februar 1865 fliehen konnte. Nach dem Krieg zog er nach Ohio, wo er in verschiedenen Städten im Handel tätig war. Nach einem Jurastudium und seiner 1876 erfolgten Zulassung als Rechtsanwalt begann er in diesem Beruf zu praktizieren. Gleichzeitig schlug er als Mitglied der Republikanischen Partei eine politische Laufbahn ein. Zwischen 1874 und 1878 saß er als Abgeordneter im Repräsentantenhaus von Ohio; von 1878 bis 1882 gehörte er dem Staatssenat an.
1881 wurde Richards an der Seite von Charles Foster zum Vizegouverneur von Ohio gewählt. Dieses Amt bekleidete er zwischen 1882 und 1884. Dabei war er Stellvertreter des Gouverneurs und Vorsitzender des Staatssenats. Im Jahr 1883 verzichtete er auf eine weitere Kandidatur. Nach seiner Zeit als Vizegouverneur ist er politisch nicht mehr in Erscheinung getreten. Im Jahr 1902 wurde er Berufungsrichter im Jefferson County. Diese Funktion hatte er zwei Amtszeiten lang inne. Er war außerdem Mitglied der Freimaurer und einiger Veteranenorganisationen, darunter die Grand Army of the Republic. Rees Richards starb am 10. Februar 1917 in Steubenville, wo er seit 1877 gelebt hatte.